# Черемушка (Бурятія)
Черемушка (рос. Черёмушка) — селище Прибайкальського району, Бурятії Росії. Входить до складу Сільського поселення Грем'ячинського.
Населення — 68 осіб (2015 рік).